# سید حسین (کازرون)
سیدحسین (کازرون)، روستایی از توابع بخش مرکزی شهرستان کازرون در استان فارس ایران است.

## جمعیت
این روستا در دهستان شاپور قرار دارد و بر اساس سرشماری مرکز آمار ایران در سال ۱۳۸۵، جمعیت آن ۱٬۴۴۶ نفر (۲۸۳خانوار) بوده‌است. وجه تسمیه روستا به سبب وجود امامزاده سیدحسین است که از نوادگان علی بن حسین(سجاد) میباشد. در چند سال اخیر کشمکش‌هایی بر سر پیوستن روستا به قائمیه یا ماندنش در قالب شهرستان کازرون در جریان بوده است. 